# Бріттані Бірнс
Бріттані Енн Бірнс (англ. Brittany Anne Byrnes, нар. 31 липня 1987, Австралія ) — австралійська актриса. Її найвідомішою роллю стала роль  Шарлотти Вотсфорд у  серіалі H2O: Просто додай води.

## Життєпис
Бріттані народилася в Австралії та навчалася  танцю в «Bradshaw Dancers Performing Arts Academy» з чотирьох років. Вона відвідувала коледж «Terra Sancta в Quakers Hill», передмісті Сіднею у старшій школі.
У семирічному віці вона зіграла свою першу роль у фільмі «Крихітка». Пізніше її запросили на головну роль у телефільмі «Коли добрі вовкулаки стають поганими». Однією з її останніх ролей була роль  Шарлотти  Вотсфорд у серіалі Network Ten «H2O: Просто додай води».
Перша театральна роль Бірнс була у фільмі «Крихітка», де вона зіграла розпещену внучку Гоггеттів. Після того вона знялася в таких фільмах, як «Маленький Оберон», «Русалки» та «Плавання проти течії».
Бірнс також брала участь у ряді телевізійних шоу, включно з  «BeastMaster», «All Saints». 
В 2005 році Бріттані була номінована на премію AFI (The Young Actor's Award) за роль у фільмі «Маленький Оберон».
В 2008 році вона була знову номінована на премію AFI (найкраща актриса другого плану в телевізійній драмі) за її роль у  «H2O: Просто додай води» .

## Фільмографія
| рік            | Назва                                | Роль                                                                | Примітки                                |
| -------------- | ------------------------------------ | ------------------------------------------------------------------- | --------------------------------------- |
| 1994 рік       | Heartbreak High                      | Рейчел Стюарт                                                       | Серіал, 2 серії                         |
| 1995 рік       | Бейб                                 | Онука Хоггеттів                                                     |                                         |
| 1996 рік       | Закручені казки                      | Джессі                                                              | Серіал, епізод "Ніч монстра"            |
| 1996 рік       | GP                                   |                                                                     | Серіал, серія «Заспівай мені колискову» |
| 1998–2000 роки | Пошук острова скарбів                | Теа Хокінс                                                          | Серіал, 26 серій                        |
| 1998 рік       | Дитяча лікарня                       | Хелен Войт                                                          | Серіал, серія "Шок майбутнього"         |
| 1998 рік       | Вимикачі                             | Катерина                                                            | серіал                                  |
| 1998 рік       | Жорстока Земля                       | Хелен, в дитинстві                                                  | Телевізійний міні-серіал                |
| 1999 рік       | BeastMaster                          | Муракі                                                              | Серіал, серія "Загадка німфи"           |
| 2000 рік       | Водяні Щури                          | Джина Садлер                                                        | Серіал, 2 серії                         |
| 2001 рік       | Втеча спритного хитруна              | Ханна Шулер                                                         | Серіал, 26 серій                        |
| 2001 рік       | Коли добрі вовкулаки стають поганими | Дайна                                                               | телефільм                               |
| 2002 рік       | Не звинувачуйте коал                 | Актриса №3                                                          | Серіал, серія "Зірка народилася"        |
| 2003 рік       | Плавання проти течії                 | Даян Фінглтон                                                       |                                         |
| 2003 рік       | Русалки                              | Тесс                                                                | телефільм                               |
| 2005 рік       | Маленький Оберон                     | Наташа Грін                                                         | телефільм                               |
| 1998–2008 роки | Всіх святих                          | Джасінта Кларк, Вікі Росс, Беккі Франклін, Вікі Ріс, Емма Куінлівен | Серіал, 5 серій                         |
| 2007–2008 роки | H2O: Просто додай води               | Шарлотта Вотсфорд                                                   | Серіал, 24 серії                        |
| 2008 рік       | Обпалений                            | Діанна Пірс                                                         | телефільм                               |
| 2009 рік       | Захід сонця над водою                | Магда                                                               |                                         |
| 2010 рік       | Ящик для іграшок                     | Танцююча лялька Тіна                                                | Серіал 1-3 сезон                        |
| 2011 рік       | Колядки в домені                     | Танцююча лялька Тіна                                                | Спеціальне Різдво                       |
| 2014 рік       | Ми Даррен і Райлі                    | Бретань                                                             | Веб-серіал, епізод "Brittany's Bonanza" |
| 2014 рік       | Країна чудес                         | Піп Селінгер                                                        | Серіал, епізод "Врятувати обличчя"      |
| 2018 рік       | Коли Саллі покинула Стіва            | Саллі                                                               |                                         |

## Нагороди та номінації
| рік      | Нагорода                             | Категорія                                                               | Назва роботи                                                |
| -------- | ------------------------------------ | ----------------------------------------------------------------------- | ----------------------------------------------------------- |
| 1997 рік | Нагорода Logie                       | Найпопулярніший новий талант                                            | Twisted Tales (для епізоду №1.9: «Ніч монстра»)             |
| 2005 рік | Премія Австралійського кіноінституту | Премія молодого актора                                                  | Маленький Оберон                                            |
| 2008 рік | Премія Австралійського кіноінституту | Найкращий гість або найкраща актриса другого плану в телевізійній драмі | H2O: Просто додай води (для епізоду №2.25: «Морська зміна») |